# Fascite
Per  fascite in campo medico, si intende l'infiammazione o un accrescimento anomalo di una fascia.

## Tipologia
Esistono quattro forme studiate in letteratura:
- Fascite eosinofila
- Fascite necrotizzante
- Fascite plantare
- Fascite monocitica